# 五勝手屋羊羹
五勝手屋羊羹（ごかってやようかん）とは、北海道檜山郡江差町の五勝手屋本舗（創業：1870年（明治3年））で作られている羊羹。

## 概要
羊羹としては珍しい金時豆を原材料として使用しており、赤い筒に入っていた「丸缶羊羹」が看板商品として展開されているのが特徴である。また角型の「流し羊羹」や、秋田杉の木箱に入った「一枚流し羊羹」も販売されている。
五勝手は、1900年まであった村の名前で、元々は"五花手"（ごかって）という名前の入植地であった。この"五花手"という名前、アイヌ語の「コカイテ」という言葉を語源としており、意味は「波の砕ける浜」となっている。
原料となる金時豆は当初は紅金時を使用していたが、病気に強く収穫量の多い大正金時が普及したため、1970年代からは大正金時を使用する現在の形となった。
2020年からは「紅金時からはじまる喜よ豆プロジェクト」と銘打って江差町内の農家と共同で紅金時の栽培に取り組み、2022年に栽培に成功し原料豆として確保したことから、直火焚きを再現した製法を行い昭和30年代のラベルを施し2023年に「丸缶羊羹『かつて』」として8000本限定で紅金時タイプの復刻販売を実施。また同年には復刻品「かつて」と通常品「いま」に並ぶ形で新品種の金時豆「秋晴れ」を用い縁取りを廃し未来志向を表現したレタリングデザインのラベルを施し未来の羊羹をイメージした限定商品「丸缶羊羹『これから』」も展開した。
2022年時点の紹介記事では、上記のほかにも季節限定の商品（「福白金時」を使用して塩漬けの桜の花びらを混ぜた「さくら羊羹」や、「あずき羊羹」など）が存在する。

## 開封・食べ方
開封から食べ方までを以下に記述する（容器を封じている袋の記載による）。
1. ラベル上部の「切口」と書いてある箇所をめくり、上部の蓋を取る。
2. 容器についている糸の上の部分をつまみ、セロテープを縦に裂きながら糸を下に引き伸ばす。
3. 押し出しやすくするため、羊羹の上の乾燥した部分（砂糖をかけて乾燥させたもの）をつぶすように、筒の外から押す。
4. 容器の底を押し上げ、羊羹を食べたい分だけ容器から出す。
5. 出た分の羊羹に2.で引き伸ばした糸を巻き付けて切り分け、皿などに盛り、食べる。

糸で切断する手法は、外出先でも包丁なしで食べるために案出されたものである。

## 備考
1936年、昭和天皇が函館市を行幸した際に土産物として五勝手屋羊羹を購入。「光榮に輝く管内の天覧物産品」として新聞で取り上げられ話題となった。
2007年8月25日五勝手屋本舗は、当社製品の丸缶羊羹・ミニ丸缶羊羹の一部製品にカビが発見されたとして、製品を自主回収すると同時に同製品を当面製造中止にすると発表した。その後、製造過程の変更と包装の変更（丸缶羊羹・ミニ丸缶羊羹の外側にさらに包装を施した事）によって安全性が確認された後、2008年2月1日に販売を再開している。